# Стационе Кастелгвелфо (Парма)
Стационе Кастелгвелфо је насеље у Италији у округу Парма, региону Емилија-Ромања.
Према процени из 2011. у насељу је живело 79 становника. Насеље се налази на надморској висини од 60 м.